# SNCASE SE.3200 Frelon
Pour les articles homonymes, voir Frelon (homonymie).
Le SNCASE SE.3200 Frelon est un hélicoptère français construit à la fin des années 1950. C'est un des rares échecs qu'a connu l'industrie aéronautique française en matière de voilures tournantes.

## Origine
À la fin des années 1950, la SNCASE, pourtant très occupée par les programmes Alouette II/III, pensait déjà à la succession du Sikorsky S-58 qu’elle produisait aussi, sous licence. Les trois armées françaises avaient besoin d’un hélicoptère de transport, mais la Marine française souhaitait une machine ne dépassant pas 5 tonnes pour utilisation sur les navires équipés d’une plate-forme en version de lutte ASM. Pour que l’appareil puisse rester en vol en cas de panne moteur, Charles Marchetti et ses collaborateurs travaillèrent sur une motorisation comprenant trois turbines libres Turbomeca Turmo II de 750 ch, liées entre elles. Ces turbines, qui entraînaient un rotor quadripale, étaient posées au-dessus d’un fuselage assez court, flanqué de deux réservoirs de carburant de 1 100 litres. Larguables, ils devaient pouvoir être remplacés par des bidons de 3 000 litres. L’ensemble reposait sur un train tricycle fixe et la pointe arrière, pivotante, devait faciliter le chargement de charges lourdes ou véhicules légers. En version transport la cabine devait recevoir 20 à 25 passagers. 
Pour tester le rotor principal et la charge qu’il subirait en évolutions on réalisa un banc d'essais. Le SE.3140 était en fait une Alouette II équipé d'un turbomoteur Turmo entraînant un rotor tripale raccourci de 2 m par rapport au rotor classique de l’Alouette. Les essais en autorotation mirent en évidence la nécessité de modifier le rotor. Parallèlement fut réalisé au Bourget un banc d’essais pour les moteurs et la chaîne mécanique. Le rotor anticouple perdit une pale au bout de 20 heures de fonctionnement, ce qui retarda encore le programme.

## Deux prototypes
Le SE.3200-001 [F-ZWUS] effectua son premier vol au Bourget le 10 juin 1959. Pour ce vol de 24 minutes, qui ne révéla pas de problèmes particuliers, se trouvaient à bord les pilotes Jean Boulet et Roland Coffignot, assistés de J.Turchini et JM Besse. Malgré quelques incidents mécaniques au cours des essais suivants, le SE.3200-002 [F-ZWUT] fut achevé. Il se distinguait par un fuselage plus long et surtout un rotor anticouple quadripale (diamètre 2,50 m) était remplacé par un rotor à 5 pales (3 m de diamètre), celles-ci provenant de rotors anti-couple de Sikorsky S-58. Cet appareil prit l’air le 26 octobre 1959, tandis que les incidents se multipliaient. Le principal problème du Frelon était son poids. Alors que sur le papier il ne devait pas dépasser 4 500 kg en charge, il accusait sur la bascule 6 000 kg avec 1 000 litres de carburant seulement (sans équipage). 
En dépit des incidents l’hélicoptère reçut une appréciation positive du CEV de Brétigny et fut présenté au salon du Bourget en 1961. Il fallut pourtant se résoudre à l’évidence : Le Frelon était un échec et les essais cessèrent en 1964. Les enseignements et erreurs faites sur cet appareil permirent d'ouvrir la voie au Super Frelon. Selon René Mouille, « Le Frelon nous a montré justement ce qu'il ne fallait pas faire sur un hélicoptère ».